# Sambirejo (Wirosari)
Sambirejo is een bestuurslaag in het regentschap Grobogan van de provincie Midden-Java, Indonesië. Sambirejo telt 5554 inwoners (volkstelling 2010).